# Salman Mumtaz
Pour les articles homonymes, voir Mumtaz.
Salman Mumtaz  (en azéri : Salman Məmmədəmin oğlu Əsgərov ; né le 20 mai 1884 à Nukha et mort le 6 septembre 1941 à Orel) est un poète, critique littéraire, textualiste et bibliographe azerbaïdjanais, collectionneur d'œuvres médiévales et manuscrits. 

## Biographie
Salman Mumtaz étudie à Achgabat. Depuis 1910, il s'est prononcé contre le fanatisme religieux et la superstition avec ses poèmes et feuilletons dans Molla Nasreddine (magazine) et dans d'autres magazines. En plus de sa langue maternelle azerbaïdjanaise, il maîtrisait les langues persane, arabe, russe, turque et ourdou. Salman Mumtaz prépare la publication des œuvres de  Imadeddine Nassimi, Govsi Tabrizi, Molla Panah Vagif, Gasim bay Zakir, Mirzä Šäfi Vazeh et d'autres classiques azerbaïdjanais. En 1927-1928, l'Azerbaïdjan publie des exemples de poésie amoureuse en deux volumes. Il compile également les textes scientifiques et critiques de Khatai, Fuzouli et d'autres, membre de l'Union des écrivains d'Azerbaïdjan depuis 1934,  chercheur de 1ère catégorie du secteur littéraire de la branche azerbaïdjanaise de l'Académie des sciences de l'URSS, chef du département de la littérature azerbaïdjanaise (1929-1932).

## Condamnation
Mumtaz, victime de la répression stalinienne, est arrêté en octobre 1937 et condamné à 10 ans de prison. Il est abattu en septembre 1941 dans la ville d'Orel, en prison. 270 manuscrits rassemblés par lui ont été détruits lors de l'arrestation. Salman Mumtaz est acquitté à titre posthume par la Cour suprême de l'URSS le 17 novembre 1956.